# Pegtymel
De Pegtymel (Russisch: Пегтымель) of (in de bovenloop) Rapylkatyn (Рапылькатын), vroeger Verko(e)n (Веркунь/Верконь) genoemd, is een 345 kilometer lange rivier in het noorden van de Russische autonome okroeg Tsjoekotka. De rivier ontspringt op de noordelijke hellingen van het Paljavaamgebergte ten noorden van de rivier Paljavaam en stroomt hoofdzakelijk in noordwestelijke richting naar de kust, waar ze uitmondt via een grote moerassige rivierendelta in de Oost-Siberische Zee, grofweg halverwege tussen Kaap Sjelag in het westen en Kaap Billings in het oosten. De rivier wordt vooral gevoed door sneeuw en regen.
Volgens een versie overleed handelaar Nikita Sjalaoerov aan de monding van de Pegtymel in 1764, volgens een ander verhaal bij Kaap Sjalaoerova Izba 20 kilometer ten oosten ervan.

## Petrogliefen
Aan de benedenloop, in het centrale deel van het district Sjmidtovski in het berggebied Kejnynej, bevindt zich het natuurhistorisch monument Pegtymelski (11 hectare) rondom een aantal ongeveer 2000 jaar oude petrogliefen (Siberisch neolithicum; 1e millennium v.Chr. tot 1e millennium AD) met (waarschijnlijk Tsjoektsjische) afbeeldingen van de jacht op en het grazen van rendieren, alsook mensen (boogschutters) en behuizingen. 